# Thecla arachne
Thecla arachne är en fjärilsart som beskrevs av Goodson 1945. Thecla arachne ingår i släktet Thecla och familjen juvelvingar. Inga underarter finns listade i Catalogue of Life.